# Refugiados de la Guerra de Abjasia
Los refugiados de la guerra de Abjasia son la población desplazada por el conflicto armado entre Georgia y los independentistas abjasios ocurrida en 1992-1993. La gran mayoría de los desplazados fueron georgianos étnicos que acompañaron la retirada de las tropas georgianas hacia la frontera de vuelta a Georgia.
Los georgianos consideran esto la limpieza étnica de georgianos de Abjasia así como las masacres de georgianos en Abjasia.

## Distribución de población
Según el censo soviético de 1989, la población era de 525.000 habitantes. La evolución de la misma es:
| Etnia           | porcentaje 1979 | porcentaje 1989 | porcentaje 2003 |
| --------------- | --------------- | --------------- | --------------- |
| Abjasios        | 17.1 %          | 17.7 %          | 43.8 %          |
| Georgianos      | 43.8 %          | 45.7 %          | 19.6 %          |
| Rusos           | 16.5 %          | 14.3 %          | 10.8 %          |
| Armenios        | 15 %            | 14.6 %          | 20.8 %          |
| Otros           | 7.6 %           | 7.7 %           | 3.4 %           |
| Total población | 486 000         | 535 061         | 215 972         |

Los desplazados en 1997, según el Ministerio Georgiano de los Refugiados, eran 268,072 personas. Los abjasios afirmaron que la población total de georgianos era de 239,900 personas en 1989, y que no todos se refugiaron en Georgia, siendo entre 140.000 y 150.000 refugiados en Georgia. Human Rights Watch cifró el éxodo de porblación en 1993 en unas 200.000 personas.
No todos los habitantes étnicamente georgianos abandonaron Abjasia.

## Origen del conflicto
El conflicto no tenía raíces ancestrales, sino que respondió a tres fenómenos actuales:
1. El nacionalismo georgiano representado por Zviad Gamsajurdia basado en una plataforma patriótico-nacionalista, que hizo sentirse amenazadas a las minorías.
2. El colapso de las estructuras del estado, derivando en una organización gansterista en Georgia.
3. La aparición de bandas armadas como el Mjedrioni de Dzhaba Ioseliani o la Guardia Nacional de Georgia de Tengiz Kitovani, que fueron el apoyo real del gobierno de Eduard Shevardnadze.

## Características del conflicto en el aspecto humanitario
Tanto las tropas georgianas como abjasias deliberadamente atacaron poblaciones y estructuras civiles, realizado saqueos de la propiedad privada, y aterrorizando a la población civil. Fue un esfuerzo deliberado para hacer abandonar la población civil "enemiga" de áreas estrategias, iniciada por tropas georgianas en la segunda mitad de 1992, pero seguidas con éxito por las tropas abjasias.
Las tropas que intervinieron en el conflicto en ambos lados, en especial los primeros meses, estaba compuesta de voluntarios tanto nacionales como extranjeros, así como grupos armados irregulares, con escaso control y disciplina, lo que favoreceró los abusos principalmente en las zonas rurales. Los mandos militares no tomaron medidas para detener esos abusos.

### Utilización de población rehén
Una de las características del conflicto abjasio en todas las facciones, fue no solo el intento de desplazar población de la etnia contraria, sino también la retención de parte de la población bien para intercambios, o bien incluso para una posible petición de rescate. Se dieron casos en que se pidió dinero o cantidad de oro para permitir la huida de la población aterrorizada.
El uso de la población como escudo humano también fue utilizada en ambos bandos. Está documentado la realización por parte de las fuerzas abjasias en Kutol en las cercanías de Ochamchira y en Kvirauri cerca de Tkvarcheli. Por parte de las fuerzas georgianas en Adzubzha, Ochamchira.

### Intercambio de poblaciones
El intercambio de poblaciones entre las facciones fue sumamente organizado, utilizando listas computerizadas nominales para llevarlo a cabo, no permitiendo la huida o salida si no estaba incluido en determinada lista, y emparejado a una o varias personas como intercambio. Tanto abjasios como georgianos calificaron tal práctica como labor humanitaria.
En la práctica, fue un instrumento en la creación de zonas étnicamente homogéneas.
Aunque en muchos casos no hubo una amenaza directa contra los civiles georgianos que huyeron, si lo hicieron por el convencimiento que en caso de permanecer, iban a sufrir las consecuencias. Otros muchos casos si hubo una presión directa para la huida.

## Zonas de combate

### Combates en Sujumi
Entre agosto y septiembre de 1992, grupos armados georgianos se dedicaron a la intimidación y el pillaje en Sujumi contra la población desarmada, dirigida principalmente contra los abjasios, que huyeron. Como consecuencia, los bombardeos posteriores de la ciudad cayeron sobre la población civil georgiana. En los combates por Sujumi ambas partes utilizaron bombardeos aéreos que afectaron a la población civil.
Después de la toma de Sujumi, llegaron a la ciudad más paramilitares georgianos, incluyendo los Mjedrioni, que intimidaron a la población principalmente por su origen étnico con robos, asesinatos y saqueos, aunque también fueron víctimas algunos georgianos. La mayoría de la población abjasia huyó de Sujumi.
Los combates a lo largo del río Gumista, que discurre norte-sur desembocando al mar en Sujumi, fue el lugar de duros combates, siendo retomado por fuerzas abjasias a principios de 1993, desde donde lanzaron tres ataques la primera mitad de 1993 para retomar la ciudad, sin éxito.
En la ocupación inicial de Sujumi por tropas georgianas, fueron destrozados los monumentos abjasios, la universidad, los museos y otras colecciones fueron saqueados. El Archivo Nacional de Abjasia fue incendiado.
El objetivo militar georgiano en septiembre de 1992 la toma del último bastión georgiano de Gudauta desde Gagra y Sujumi.
Entre diciembre de 1992 y julio de 1993 se mantuvieron las posiciones a lo largo del río Gumista, pero al mismo tiempo se realizaron bombardeos indiscriminados desde ambas zonas, afectando principalmente a la población civil de Sujumi. Durante los bombardeos, fueron víctimas miles de ciudadanos de Sujumi, sin poder determinar la cantidad exacta. El impacto fue menor en el lado abjasio, al ser poblaciones más pequeñas y diseminadas.
De una población de 120.000 personas anterior a la guerra, durante el conflicto, la ciudad de Sujumi tenía 50.000 habitantes.
El Consejo de Seguridad de Naciones Unidas en julio de 1993 aprobó la resolución 849 para detener la lucha y enviar observadores.

### Asalto de Gagra
La sangrienta toma de Gagra determinó la consolidación del territorio bajo control abjasio en el cuadrilátero formado por Gagra-frontera rusa al norte-río Gumista/Sujumi-Mar Negro.
Las fuerzas abjasias de Gagra e irregulares chechenos intimidaron a la población georgiana de los pueblos cercanos. Los daños en la infraestructura civil en los combates por la recuperación de gagra por fuerzas abjasias, fueron debidos a daños colaterales de los duros combates.
Gagra fue recuperada por las fuerzas independentistas abjasias el 2-3 de octubre de 1992. Miles de refugiados civiles georgianos abandonaron la ciudad la noche del 2 de octubre en dirección a Gantiadi y Leselidze, en la frontera con Rusia. Este éxodo fue un reflejo del anterior ocurrido con los civiles abjasios en agosto, cuando los georgianos tomaron Gagra, y la violencia contra la población civil en su mayor parte fue llevada a cabo como venganza por la propia población civil abjasia desplazada con anterioridad.
Testigos presenciales afirmaron que algunas ejecuciones sumarias de civiles georgianos fueron llevadas a cabo por voluntarios rusos y norcaucásicos. El patrón de intimidación, robos y saqueos establecidos en Sujumi fueron repetidos por las victoriosas fuerzas abjasias.
Los mandos militares abjasios tomaron medidas contra el saqueo, que incluyó el fusilamiento de uno de sus hombres, no habiéndose constatado su efectividad.

### Asedio de Ochamchira
En los primeros días, entre el 19 y 22 de septiembre de 1992, las fuerzas georgianas utilizaron artillería pesada, aviones, helicópteros y cohetes para destruir la resistencia abjasia en Ochamchira. 
En diciembre de 1992 fuerzas georgianas intentaron reducir la resistencia abjasia en la zona, y la primera mitad de 1993 tropas georgianas aterrorizaron pueblos y aldeas abjasias en la zona.
Ochamchira tenía importancia estratégica para las fuerzas georgianas, al ser la línea de aprovisionamiento de sus tropas en Sujumi, así como limitar con la zona georgiana partidaria del expresidente Zviad Gamsajurdia.
En la zona de Ochamchira se aplicó en ambos bandos la política de población rehén, como medio de negociación, así como el robo y pillaje de las propiedades de la etnia contraria.

### Asedio de Tkvarcheli
En los primeros días, entre el 19 y 22 de septiembre de 1992, las fuerzas georgianas utilizaron artillería pesada, aviones, helicópteros y cohetes para destruir la resistencia abjasia en Tkvarcheli. 
Desde el inicio de la contienda, las tropas georgianas asediaron la ciudad de Tkvarcheli, manteniendo cercada a la población civil abjasia y rusa.

### Ruptura abjasia del cese al fuego
Debido el difícil equilibrio en la política interior de Georgia, entre partidarios de Eduard Shevardnadze y del expresidente Zviad Gamsajurdia, la situación en la retaguardia georgiana fue muy difícil, lo que facilitó un alto el fuego el 27 de julio de 1993.
Las fuerzas abjasias rompieron el alto el fuego alegando inclumplimientos georgianos, y atacaron al sur de Abjasia, cortando la retirada a las tropas georgianas, y con un ataque en todos los frentes, los civiles georgianos y las tropas huyeron, incluso algunos evacuados por mar. Los separatistas abjasios tomaron el control de casi todo el territorio.

### Firma del alto el fuego
En octubre de 1993 en el interior de Georgia, partidarios del expresidente Gamsajurdia, tomaron puntos neurálgicos de Georgia occidental, que finalmente fueron reducidos con la ayuda de tropas rusas. Esto facilitó la firma del "Acuerdo de Entendimiento" el 1 de diciembre de 1993 entre los rebeldes abjasios y Georgia.

## Tropas participantes
Las tropas involucradas no eran realmente soldados, sino voluntarios irregulares, lo que hizo que la disciplina fuese imposible de imponer, aunque en los jefes militares tampoco hubo intención de controlar los desmanes contra la población civil "enemiga". Las motivaciones personales para la participación en estas organizaciones armadas en ambos bandos fueron diversas, desde el proteger sus propiedades, la venganza personal, la recuperación de su territorio, etc.
La falta de disciplina fue la causa de la derrota georgiana, mientras que la violencia aplicada por las fuerzas abjasias después de la caída de Sujumi, fue efectiva para la huida de la población georgiana, objetivo final de los rebeldes abjasios.
Se detectó la presencia de tropas que con anterioridad al conflicto no residían en Abjasia, proveniente algunas de ellas del Caucaso norte. Llegaron los primeros días de combates, y entre estos había chechenos e ingusetios.

## Huida de refugiados
Las intervención de las tropas rusas fue vital para evacuar a los civiles georgianos que deseaban huir de las zonas retomadas por los abjasios, como el caso de Gagra, así como la evacuación de civiles abjasios y rusos por mar o helicóptero en el caso de Tkvarcheli.
El 27 de septiembre cayó la ciudad de Sujumi en manos abjasias, y decenas miles de georgianos fueron evacuados por la flota rusa. Decenas de miles de refugiados huyeron por Ochamchiria en dirección a la frontera entre Georgia y Abjasia, cientos de miles cruzaron por el norte la frontera rusa al este de Sujumi.
Las tropas abjasias repitieron las acciones llevadas a cabo por parte de las tropas georgianas en año anterior, enfocadas principalmente contra la población étnicamente georgiana, y hostigaron a la población civil que huía de la ciudad. La comisión de atrocidades fue generalizada contra la población étnicamente georgiana.
Las vías de huida fueron extremadamente penosas. La huida por el Valle Kodori fue muy dura, mientras que la huida por carretera hacia la frontera abjasio-georgiana metió a los refugiados en una guerra abierta entre los partidarios del expresidente Zviad Gamsajurdia y el presidente Eduard Shevardnadze.

## Retorno de los refugiados
Abjasia no facilitó el retorno de los desplazados, mayormente porque su posición dominante después del conflicto se podía ver debilitada.
En 1995 se informó que habían retornado unos 40.000 desplazados, pero Abjasia seguía entorpeciendo el retorno.
Fuentes abjasias afirmaron que, solo en la región de Gali habían vuelto 60.000 abjasios de etnia georgiana, y que 30.000 nunca se marcharon.
Así mismo, las autoridades abjasias afirmaron que la investigación de los hechos de Naciones Unidas de 17 de noviembre de 1993 no confirmó los hechos de una limpieza étnica, sino apuntó a ser un movimiento de población como consecuencias de acciones bélicas.
En resolución de Naciones Unidas, aprobada el 15 de mayo de 2008 con 14 votos a favor, 11 en contra y 105 abstenciones, aceptó el derecho a retorno de los refugiados del conflicto de Abjasia, cifrando Irakli Alasania, embajador de Georgia en las Naciones Unidas en 500.000 personas, y que son fruto de una "limpieza étnica".
Aunque la gran mayoría de los refugiados son georgianos, Grecia evacuó al principio del conflicto a 15.000 griegos étnicos que no han vuelto. Los ajbazos no todos han regresado al haberse destruido su vivienda y medios de vida, al igual que los rusos. Los étnicamente armenios, no tenían lazos con Armenia, por lo que mayoritariamente emigraron a Rusia.